# 哈利法克斯大教堂

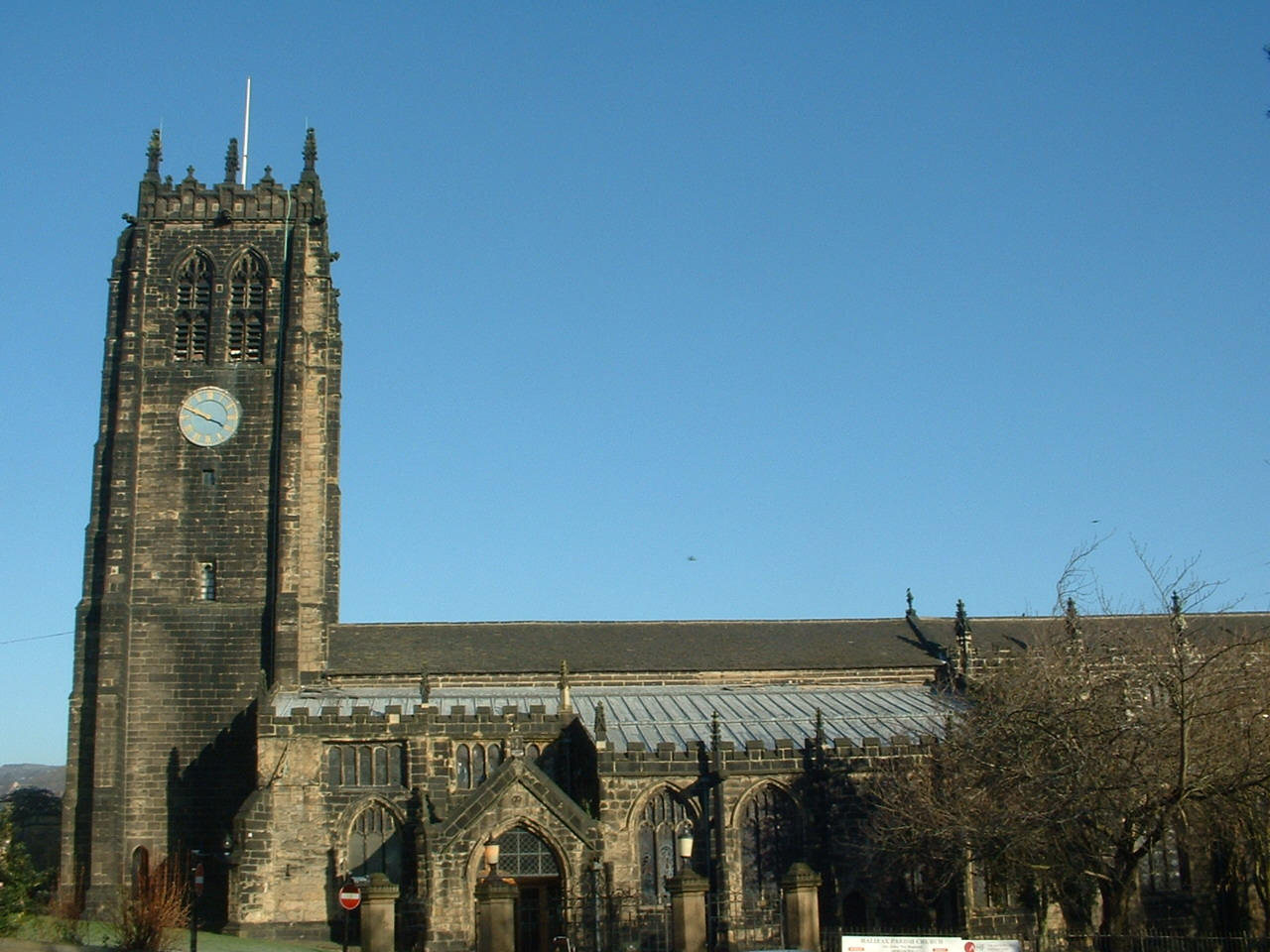
哈利法克斯大教堂

哈利法克斯大教堂（Halifax Minster）是位於英國英格蘭西約克郡哈利法克斯的一座教堂，奉獻給聖若翰洗者。哈利法克斯大教堂和迪斯伯里大教堂及利茲大教堂並為西約克郡的三座大教堂。教堂竣工於約1438年。在2009年之前，這座教堂是教區教堂。哈利法克斯大教堂也是英國的I級登錄建築。

## 外部連結
- Halifax Minster（页面存档备份，存于）